# Melnik
Melnik (bulgariska: Мелник, grekiska: Μελένικο, Meleniko) är en ort i Bulgarien.   Den ligger i kommunen Obsjtina Sandanski och regionen Blagoevgrad i sydvästra delen av Pirinbergen, ungefär 440 m över havet. Den är ett bebyggelsereservat och 96 av byggnaderna i staden är kulturminnesmärken. Staden är med 385 invånare Bulgariens minsta och har bibehållit sina stadsrättigheter av historiska skäl.